# 勒什卡尼區
勒什卡尼區（羅馬尼亞語：Raionul Rîşcani）是摩爾多瓦西北部的一個區，西隔普魯特河與羅馬尼亞相望。面積1,062平方公里。2004年人口69,454人，首府勒什卡尼。